# Suzanne Millerioux
Pour les articles homonymes, voir Millerioux.
Suzanne Millerioux, née Suzanne Porcheron le 26 juillet 1918 à Montceau-les-Mines, Saône-et-Loire, et morte le 24 janvier 2009 à Cannes, est une artiste peintre française.
Elle débute comme miniaturiste puis se tourne vers un style inspiré du surréalisme et du symbolisme.

## Biographie
Née en 1918 à Montceau-les-Mines, elle étudie à l'Académie de la Grande Chaumière à Paris. Elle est membre du Salon des artistes français et a également exposé au Salon d'automne, au Salon de la Société nationale des beaux-arts et au Salon des indépendants.
Elle vit à Paris et en région parisienne jusqu'en 1978.
Elle fait ses études générales au collège Octave Gréard et à l'École normale de Paris, puis elle étudie la miniature avec M. Bara, peintre miniaturiste et restaurateur de tableaux. Elle passe par l'Académie de la Grande Chaumière et l'atelier des beaux-arts du Raincy. Elle participe activement à l'animation du groupe des beaux-arts du Raincy.
Elle se concentre essentiellement à la miniature durant ses premières années de peinture. Elle n'expose plus pendant quelques années pour se consacrer à sa famille. Quand elle reprend les pinceaux, elle expose dans divers salons franciliens, puis à Paris et en province.
En 1979, elle s'installe définitivement au (Trayas) et participe avec succès à de nombreuses compétitions régionales, nationales et internationales.

## Récompenses
Les récompenses ci-dessous sont répertoriées sur la dernière page du livre de Marcel Jacquemin cité en bibliographie.
- Grands prix :
  - Nice (1981) et Saint-Paul-de-Vence (1982) : médailles des villes ;
  - Aix-en-Provence et Arles : plaquettes d'or ;
  - Cannes : coupe de la ville de Grasse.
- 1er prix avec médaille d'or : Aix, Arles (1980), Avignon, Bergerac, Barcelone, Fréjus, Le Vigan, Marseille (1981), Nice (1980), Saint-Raphaël, Sarreguemine (1980), Strasbourg, etc.
- Médaille d'Argent "Art - Sciences et Lettres"
- Médaille d'Argent Palais des Papes, Avignon. (1980)
- Médaille d'Argent, Marseille. (1980)
- Officier de l'encouragement Public pour les Arts
- Plusieurs prix de la critique, du public, du jury, dont au Grand Prix International des Cévennes (1980), Prix du Public en Arles (1981)
- Prix du Rotary International, de la Côte des arts à Avignon (1982)
- Membre honoris causa de l'Académie Européenne des Arts.
- Plusieurs fois hors concours et invitée d'honneur, Premier Prix, Thème et première composition à Bergerac (1980)
- Diplôme d'Honneur à Genève (1981)
- Diploma di Merito à Rome (1981)
- Première mention spéciale du Jury et Médaille de l'Académie Léonard de Vinci à Rome (1982)

## Expositions
- Œuvres conservées au musée d'Histoire Locale de Saint-Paul-de-Vence, aux hôtels de ville d'Arles et du Lavandou}
- Salon des artistes français[3]
- Salon Violet[3]
- Salon des beaux-arts de la Société nationale d'horticulture de France[3]
- Expositions particulières : Paris, Monaco, Saint-Raphael, Strasbourg, Le Raincy, Bergerac, Livry
- Expositions internationales en Province, Allemagne, Angleterre, Belgique, Italie, Suisse, U.S.A.

## Galerie média

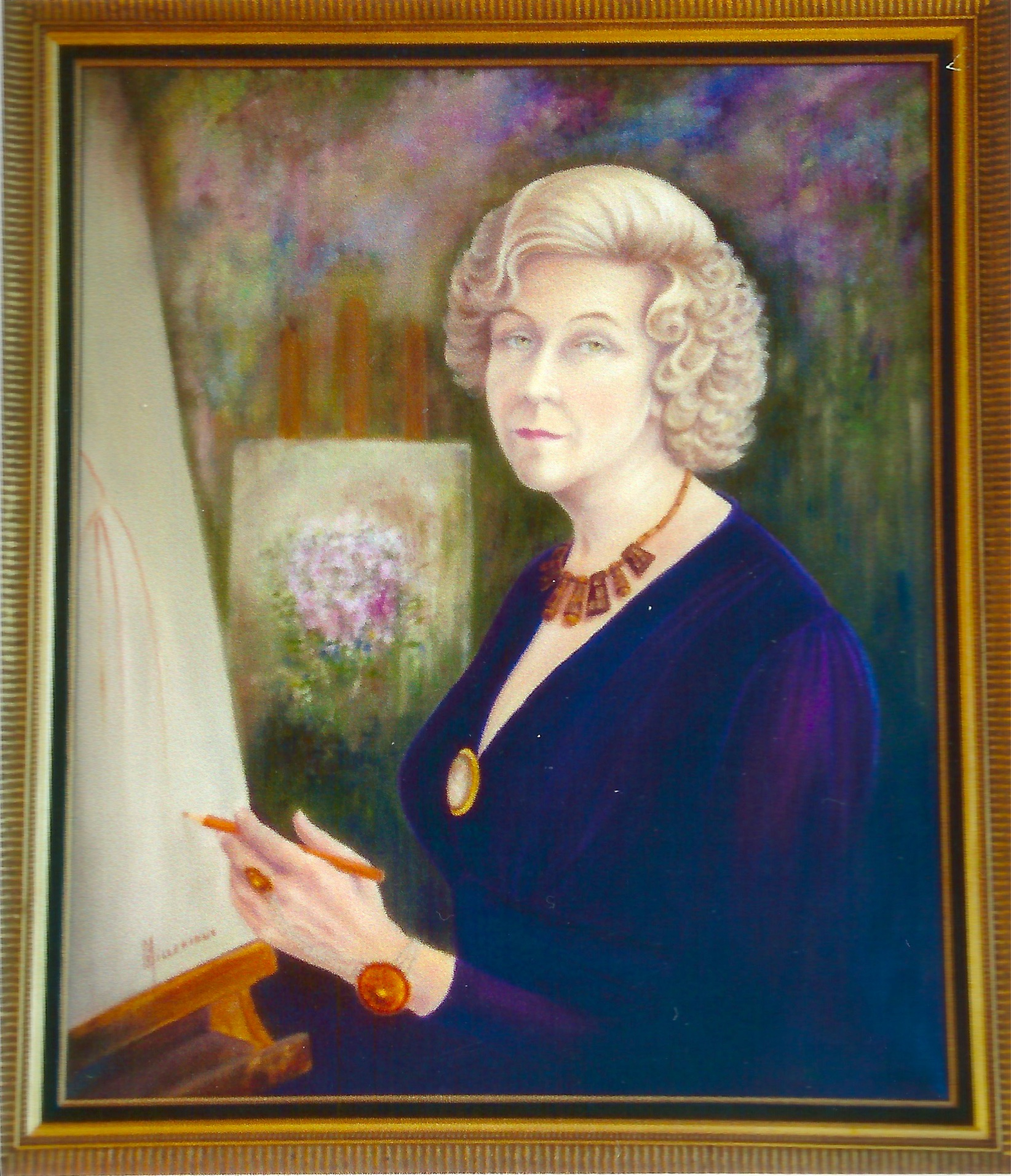
Autoportrait
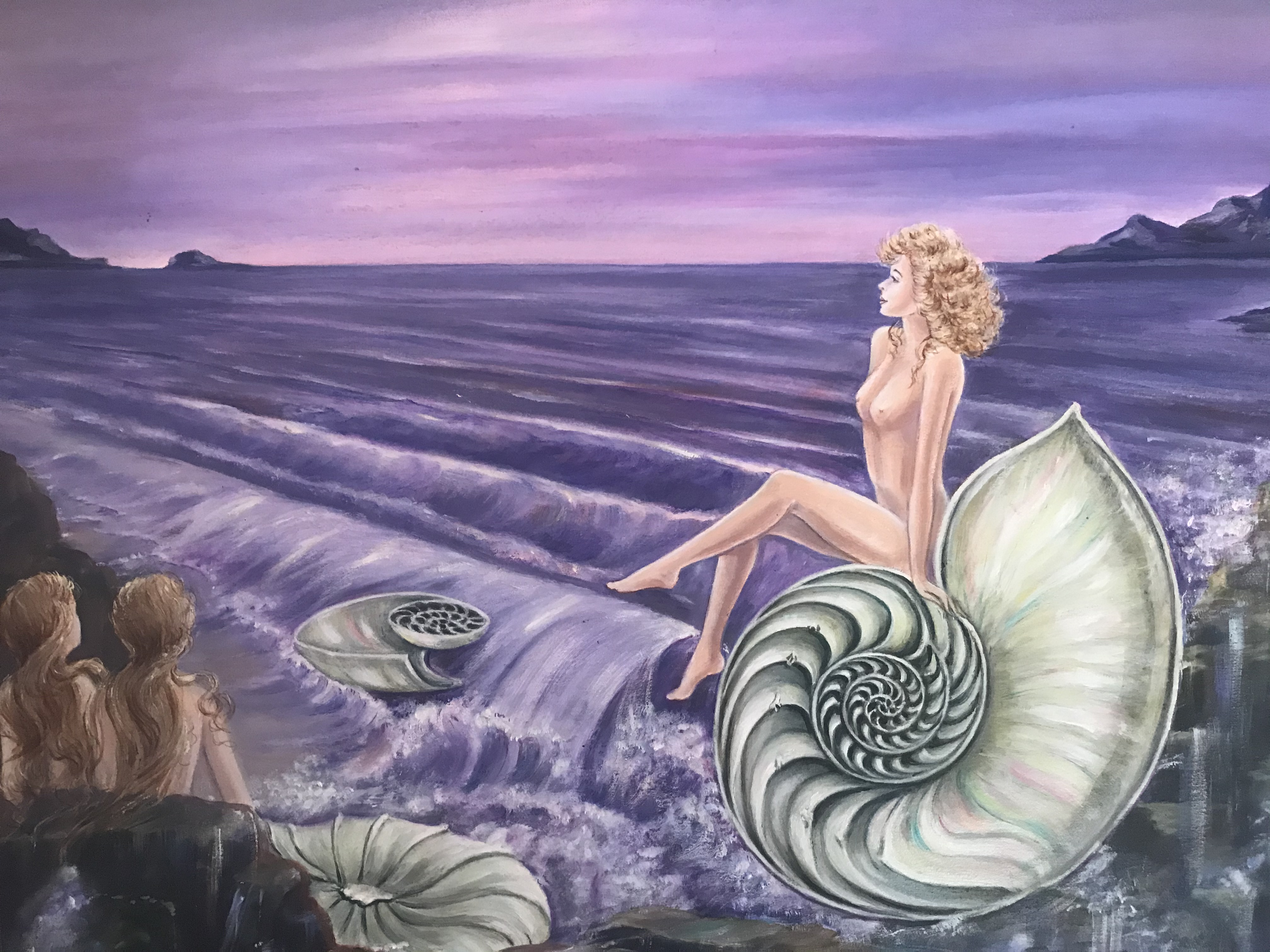
L'Heure de Tanit
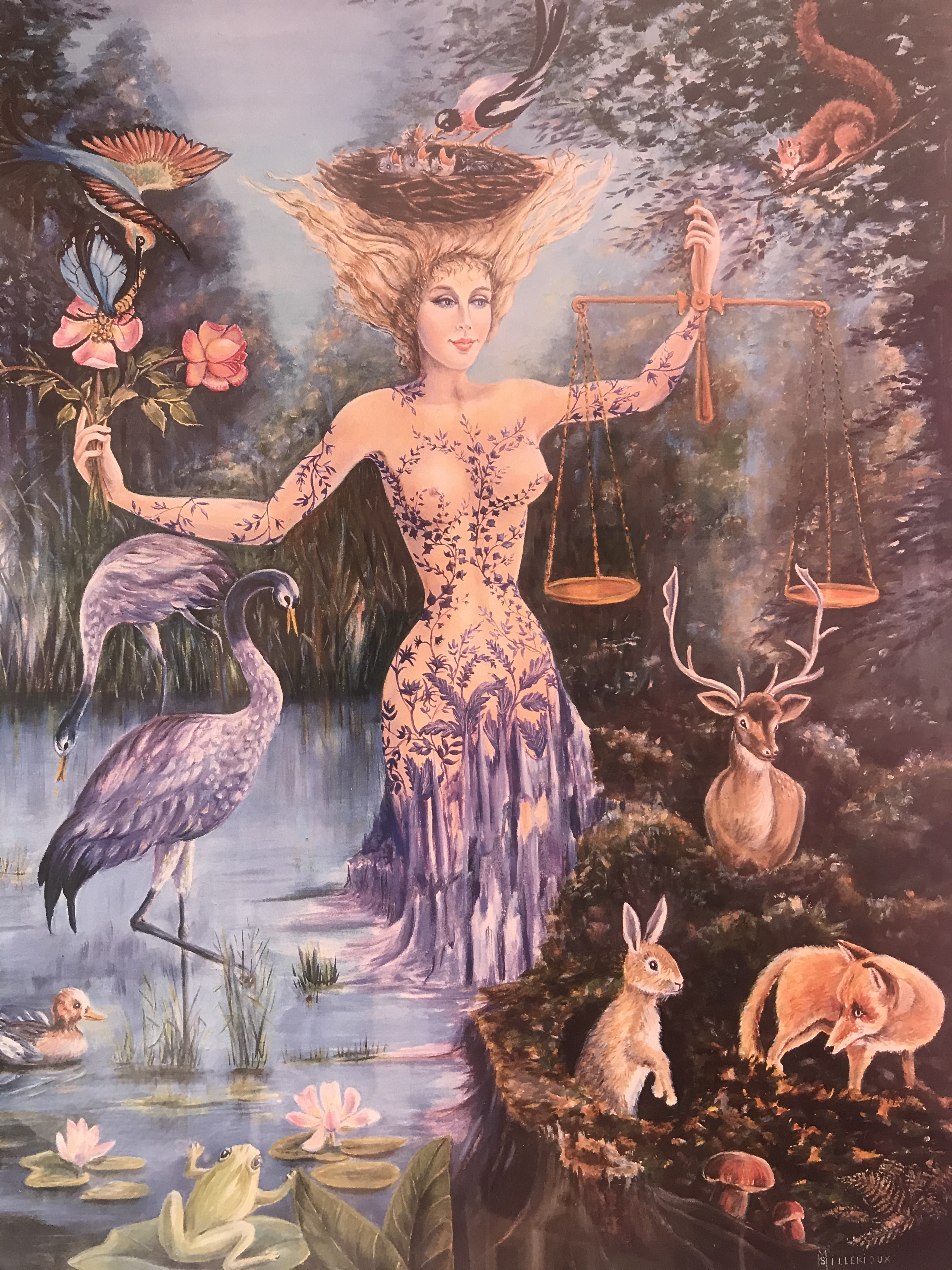
Rêve écologique
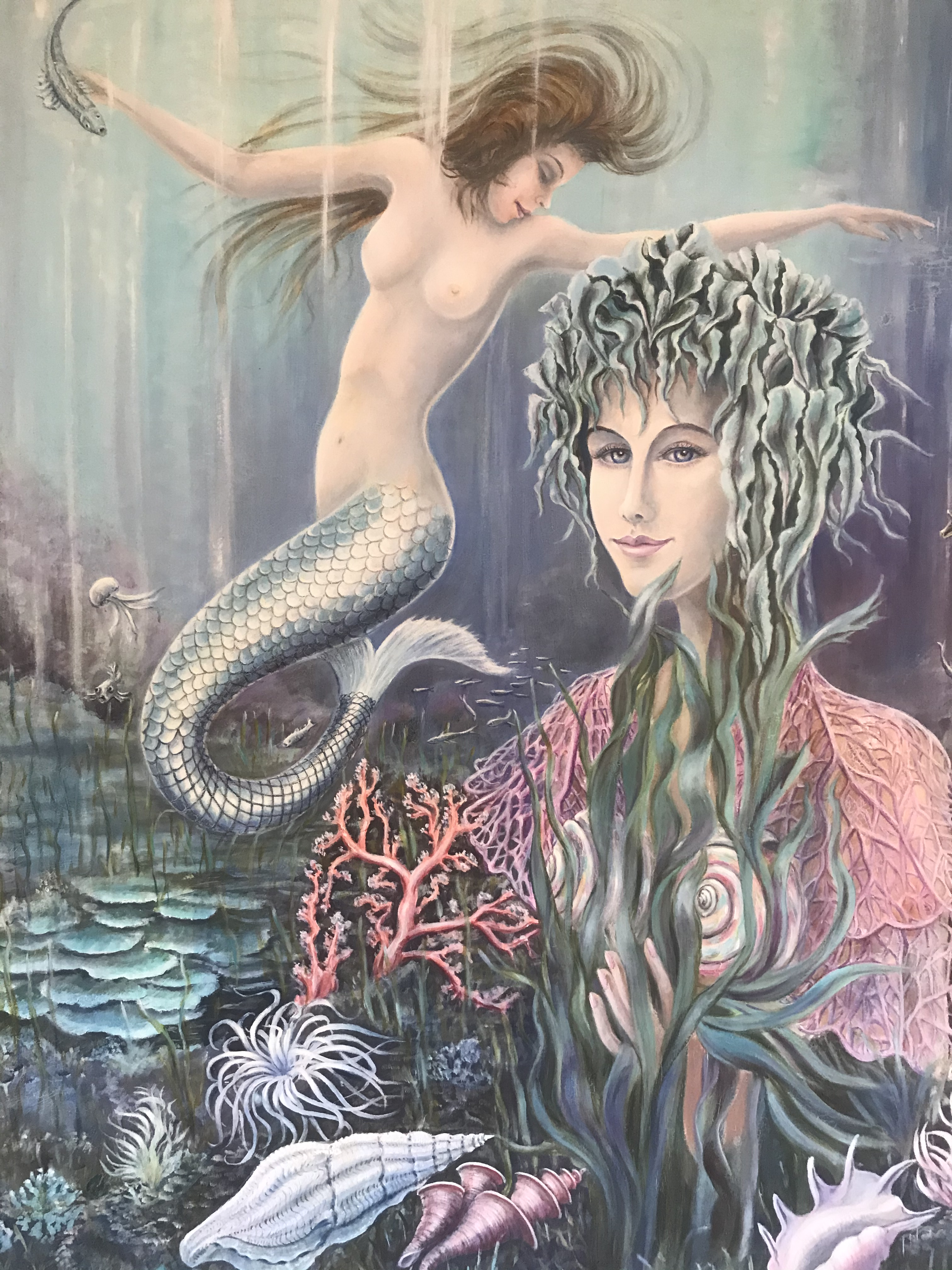
Les Néréides
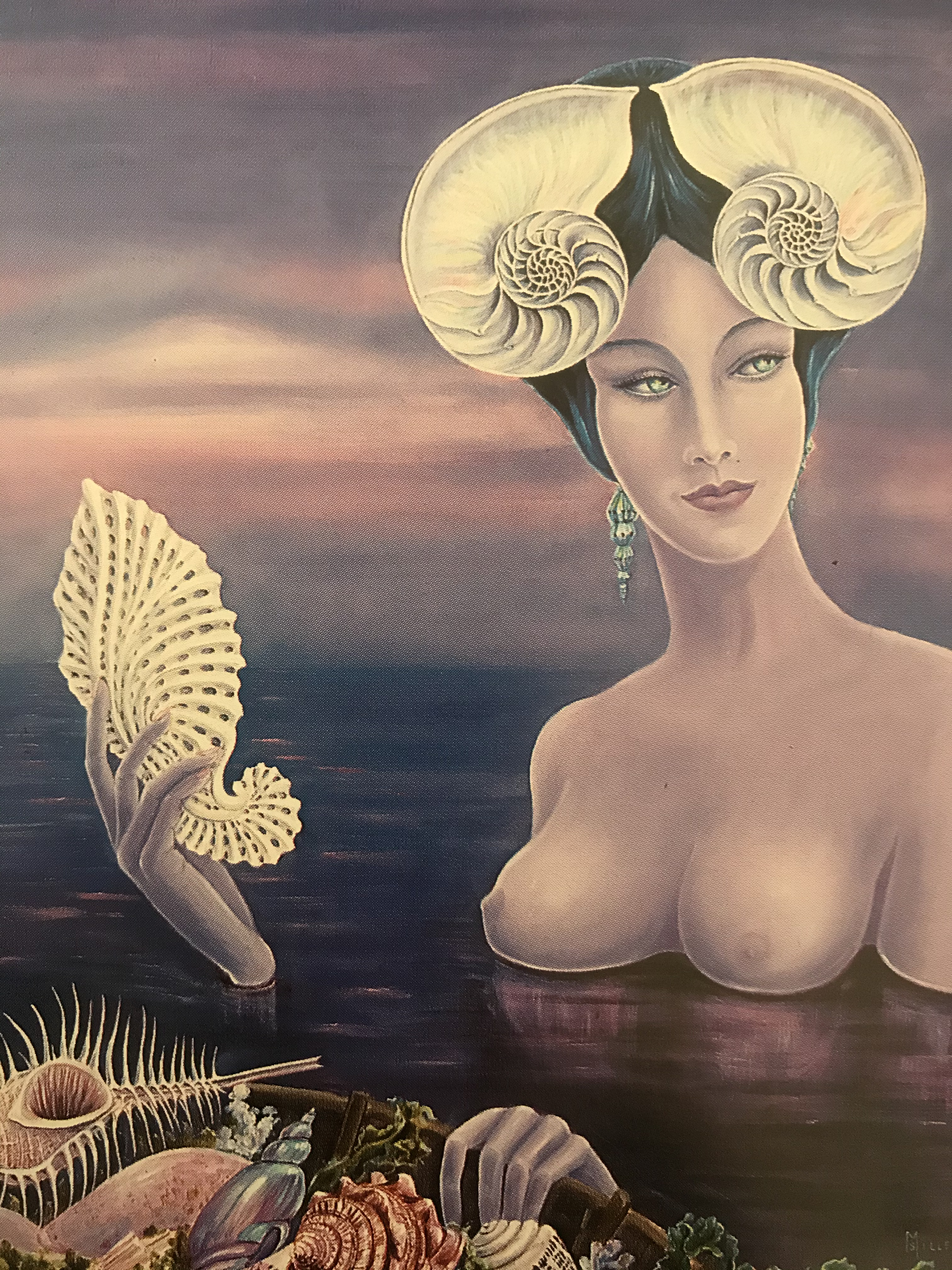
Amphitrite
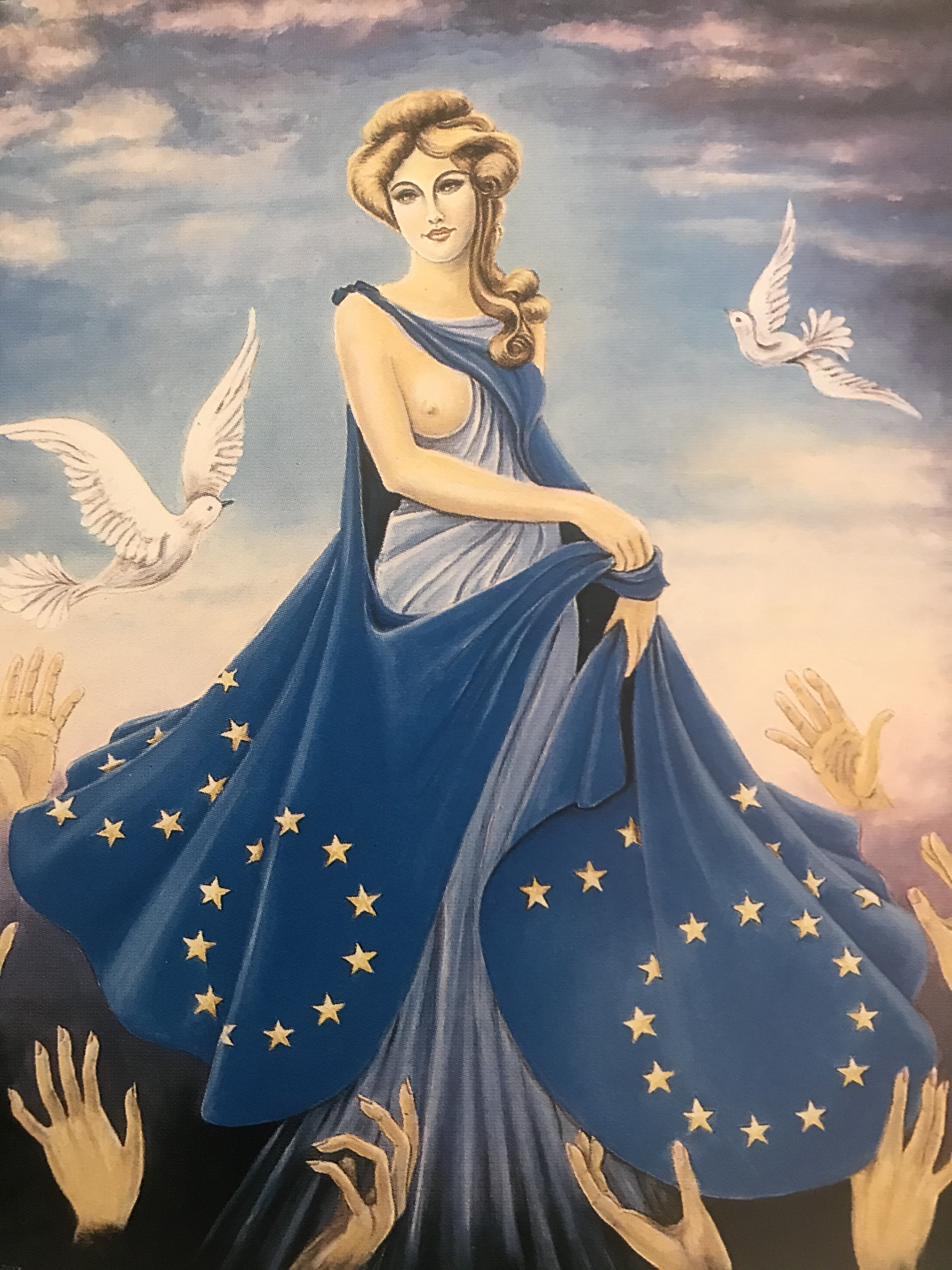
L'Espoir des Européens
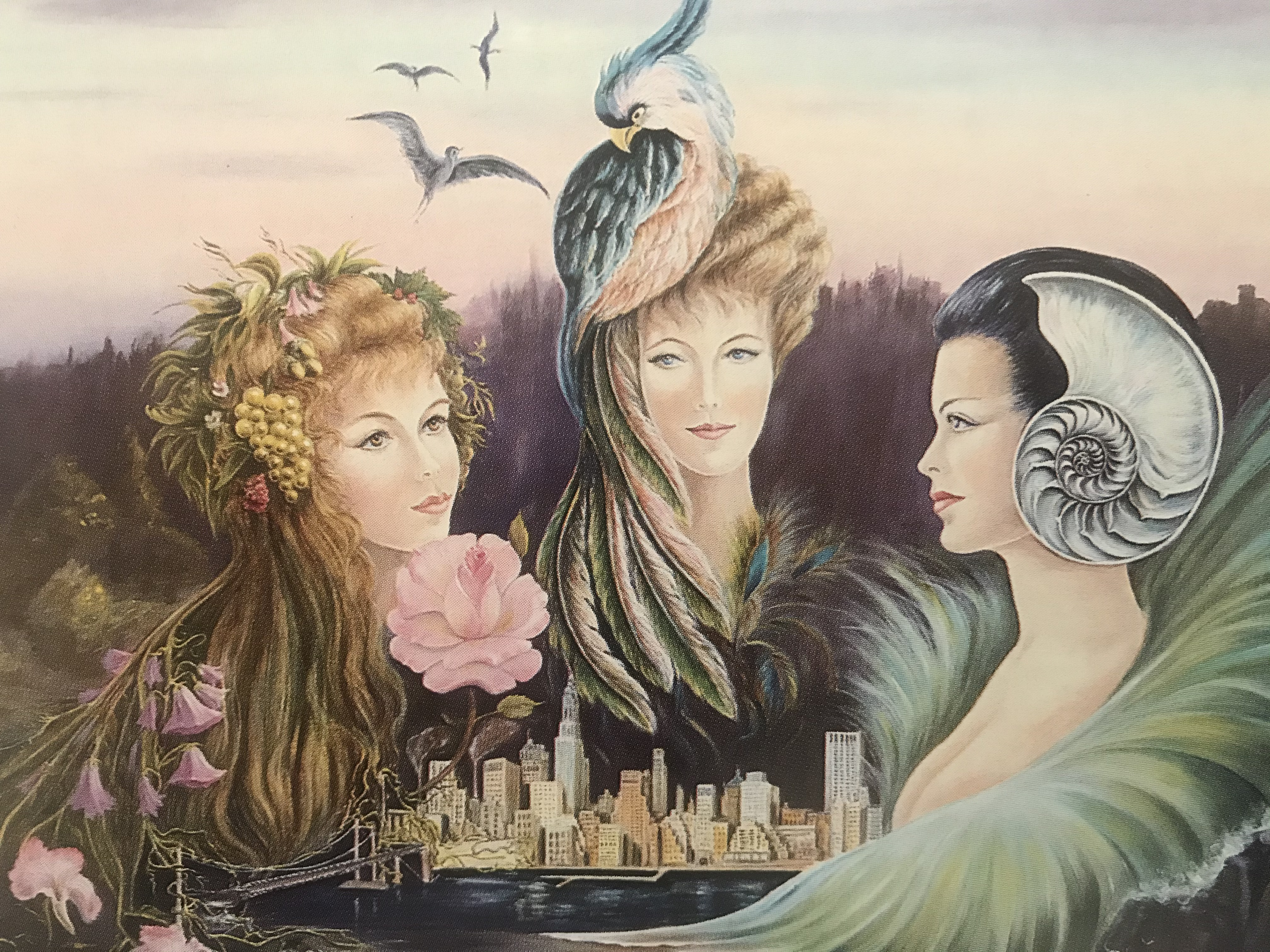
Antagonisme
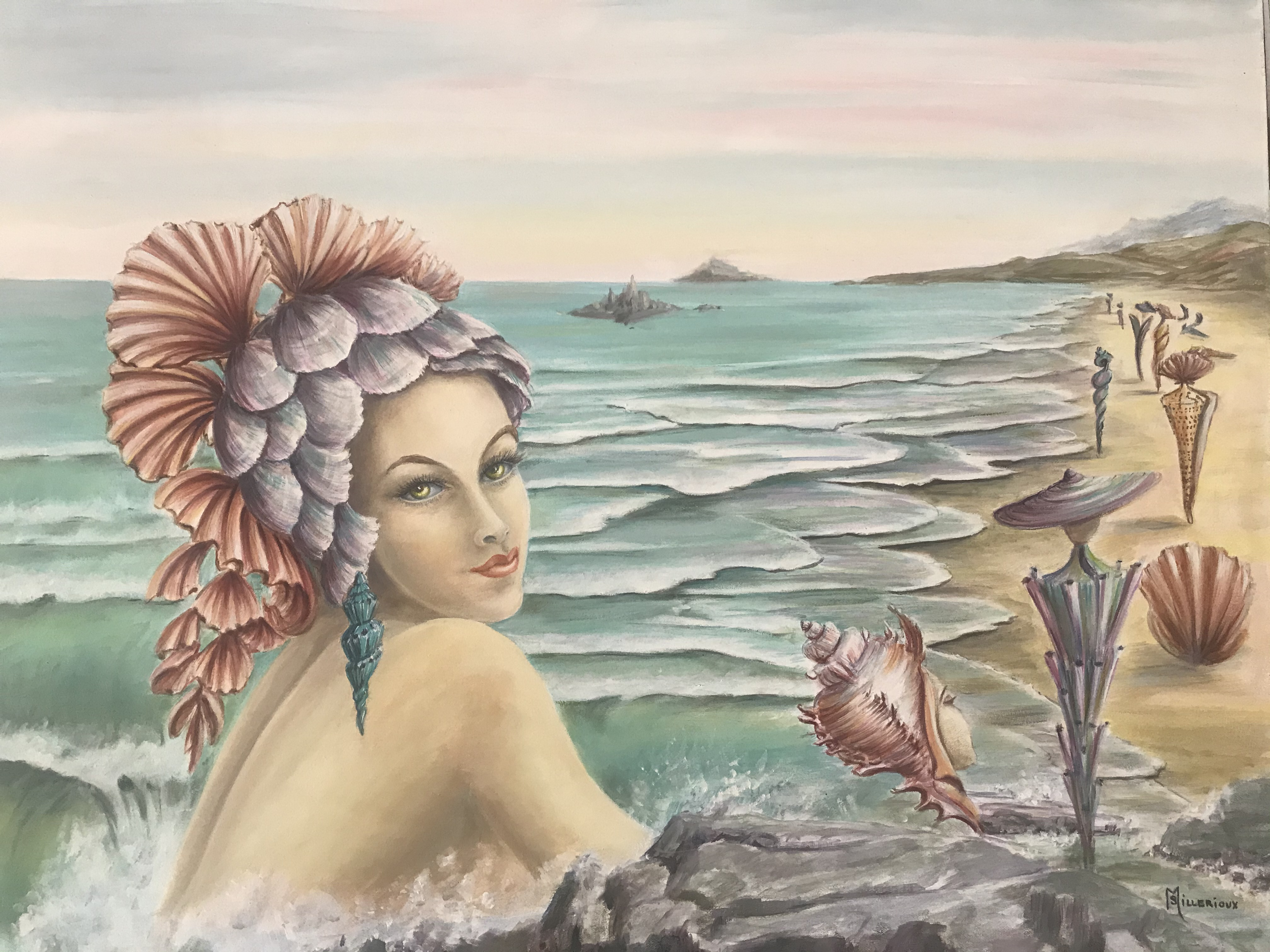
Rêve de Vacances
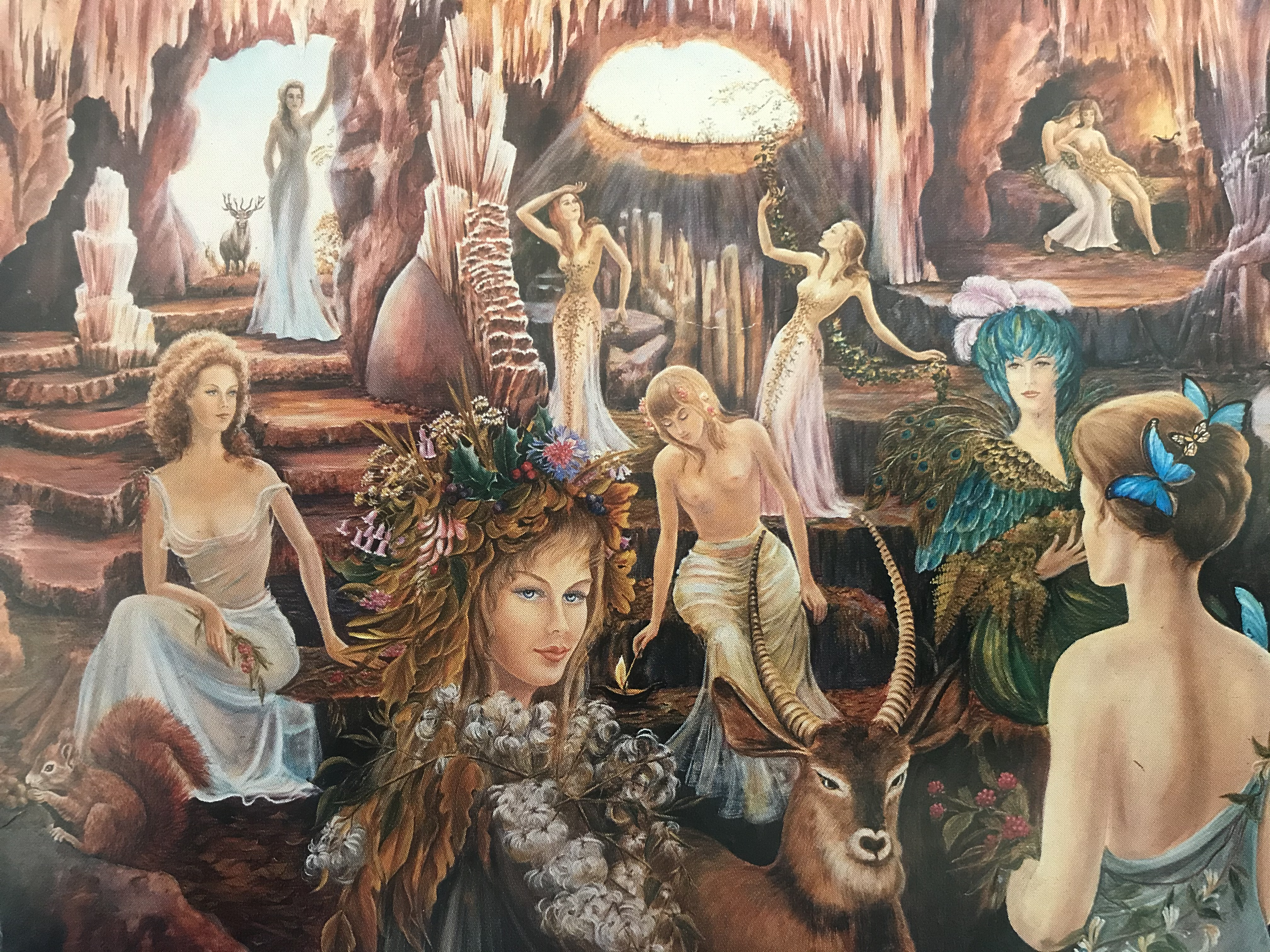
Le Cluseau des Dryades
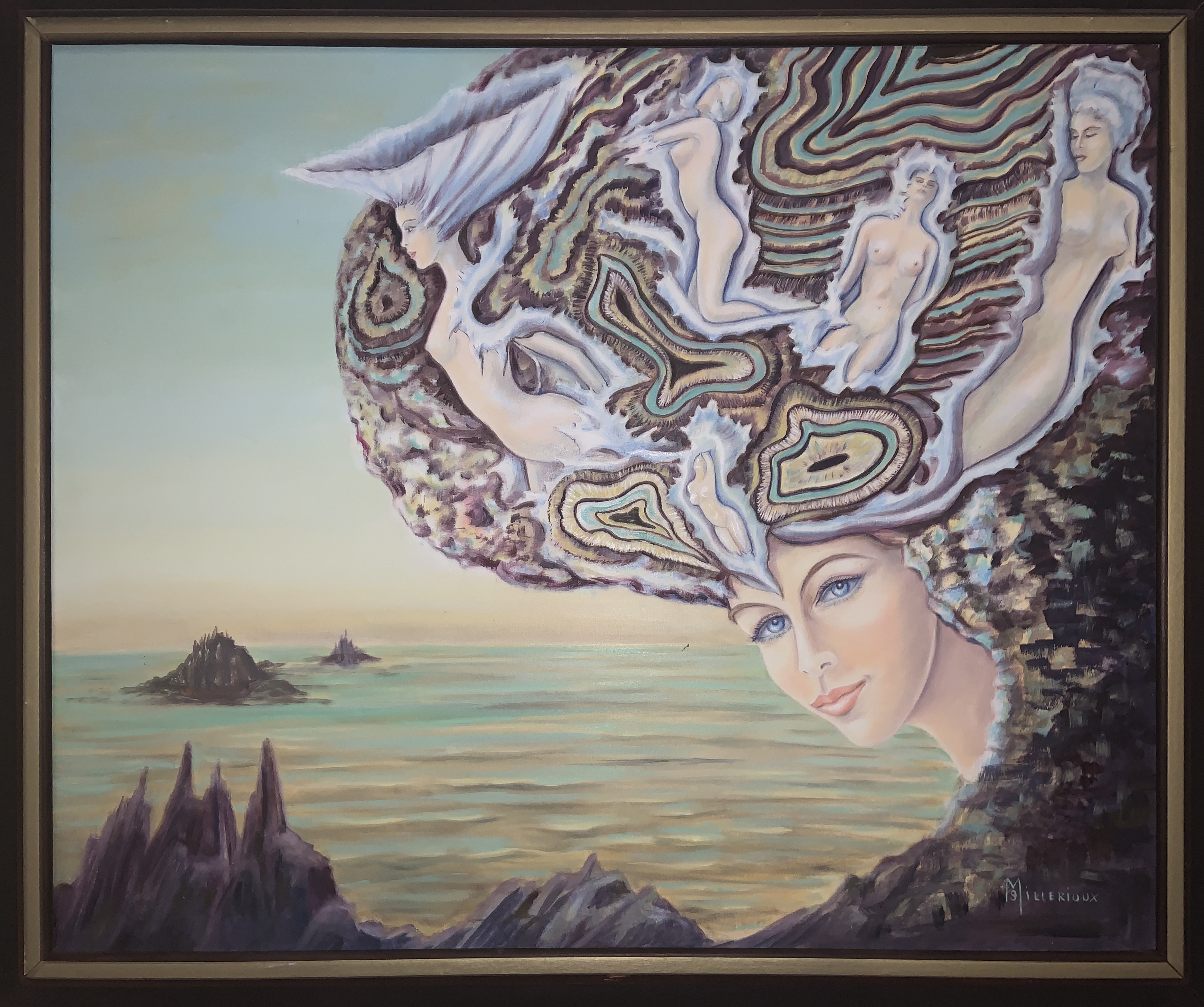
Métamorphisme
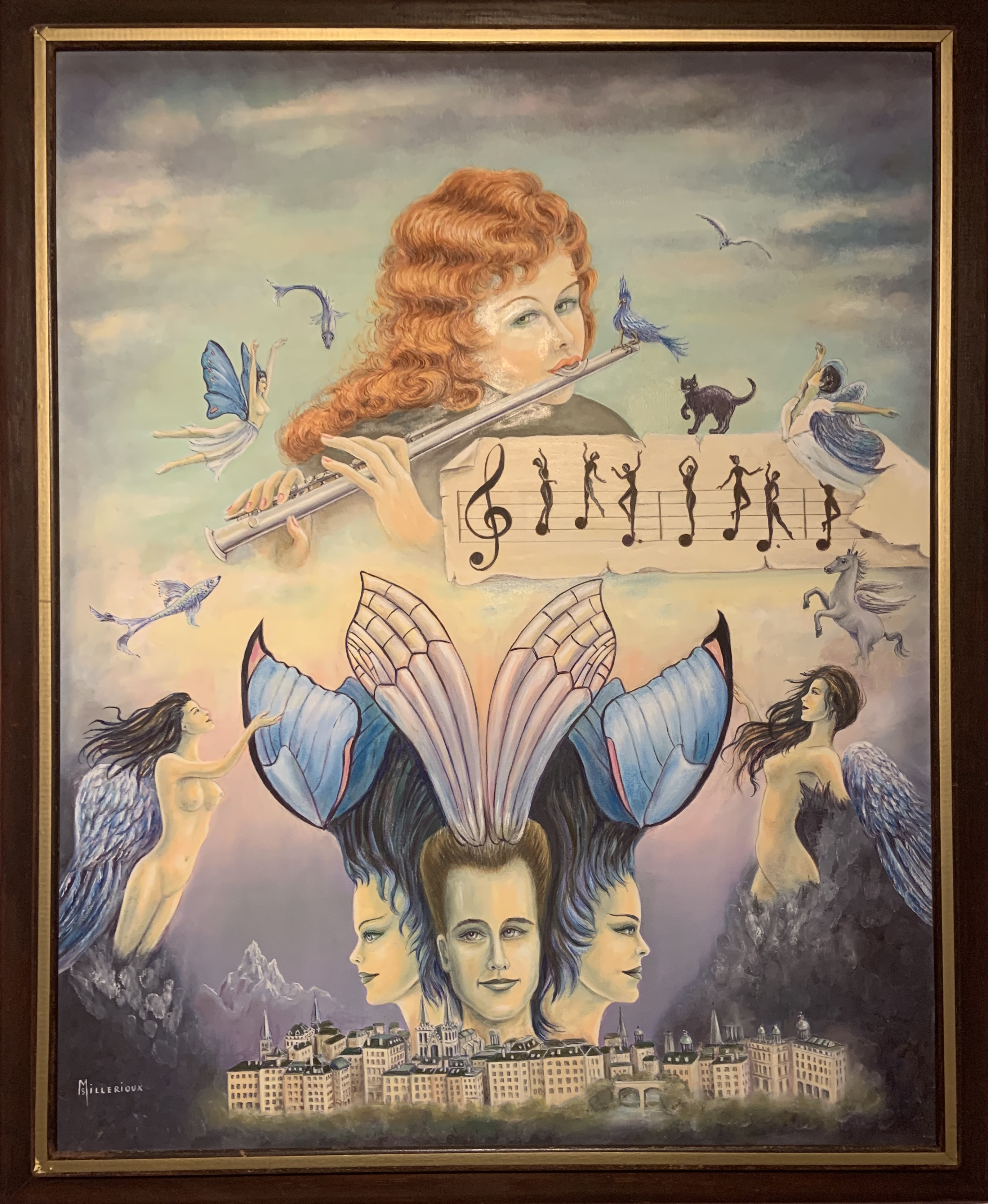
La flûte ensorcelée
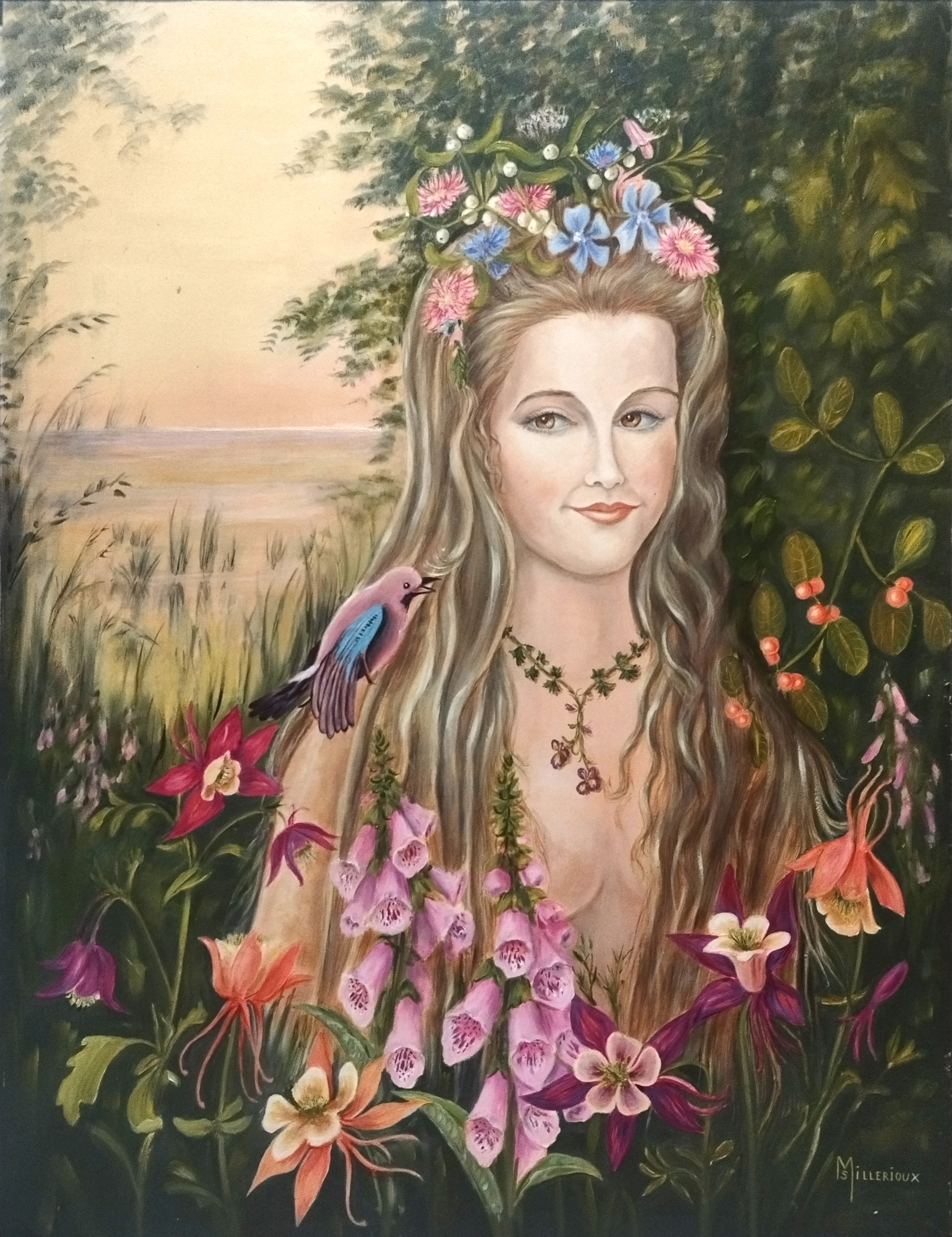
L’Harmonie de Gaïa